# Parafia polskokatolicka Miłosierdzia Bożego w Warszawie
Parafia Miłosierdzia Bożego w Warszawie – parafia Kościoła Polskokatolickiego w RP, w dekanacie warszawsko-łódzkim diecezji warszawskiej.

## Opis
Jest to jedna z najmniej licznych parafii polskokatolickich. Msze św. odbywają się w niedziele, natomiast obchody najważniejszych świąt kościelnych i państwowych obchodzone są wspólnie z parafią katedralną Świętego Ducha przy ul. Szwoleżerów 2, według harmonogramu tamtejszej parafii. Wykorzystywana przez wspólnotę niewielka kaplica, która znajduje się na parterze budynku Centrum Kościoła Polskokatolickiego w RP im. bpa F. Hodura w Warszawie, służy także potrzebom Wyższego Seminarium Duchownego Kościoła Polskokatolickiego w RP w Warszawie.
Parafia Miłosierdzia Bożego została reaktywowana 12 grudnia 2005 decyzją bp prof. dr hab. Wiktora Wysoczańskiego. Parafia była już wcześniej erygowana przez bp dr Maksymiliana Rodego 30 marca 1961, jednak niedługo później została rozwiązana. Wznowienie działalności parafii było konieczne, bowiem dla niektórych wiernych podróż do katedry przy ul. Szwoleżerów, stwarza duże problemy komunikacyjne. W latach 2006−2011 kaplicę współużytkował Kościół prawosławny. W wyniku zgody zwierzchników obu Kościołów – prawosławnego metropolity warszawskiego i całej Polski Sawy i polskokatolickiego bpa Wiktora Wysoczańskiego w kaplicy sprawowane były prawosławne nabożeństwa w języku polskim. Od 21 maja 2011 prawosławny punkt duszpasterski św. Męczennika Grzegorza Peradze użytkuje wyłącznie własną kaplicę przy ul. Lelechowskiej 5 w Warszawie.